# نادي نانيا
نادي نانيا (بالإنجليزية:F.C. Nania) هو نادي كرة قدم غاني احترافي ويقع مقره في العاصمة أكرا. تأسس الفريق في عام 1998. لم يسبق له أن حاز على بطولة محلية.